# 最終兵器 (アルバム)
『最終兵器』（さいしゅうへいき）は、キングギドラによる2枚目のアルバム。2002年10月17日発売。発売元はデフスターレコーズ。映像作品「最終兵器」、「凶気の桜」オリジナルサウンドトラックと同時発売。

## 解説
前作『空からの力』から7年ぶりとなるアルバム。メンバーのZeebraは自身の自伝にて『空からの力』完全版という意識で今作を制作したと述べている。『空からの力』の制作当時はメンバー3人がキングギドラでしか表現する場所がなかった為にメンバー同士エゴのぶつかり合いがあったというが、それぞれがソロ活動を経て、本作では100％グループとしてのアルバム制作に集中できたという。
『最終兵器』のプロモーションとしてメンバーで出演したCDTVの放送でZeebraは「話題にもなっていると思うが、最終兵器って言うだけあって超問題作。」とコメントしている。
Zeebraは本作でパブリック・エナミーのようなグループを日本でやりたいという『空からの力』の頃の目標がようやく達成できたと述べている。
オリコンの週間アルバムチャートでは初登場3位を記録。アルバム発売後に全国ツアーを開催した。
翌年の2003年、本作のリミックス作品『最新兵器』を発売した。
「UNSTOPPABLE」に収録されている「ドライブハイ」、「ミヤコ」は収録されていない。

## 収録曲
| #         | タイトル                     | 作詞                                                                  | 作曲                                             | プロデュース | 時間  |
| --------- | ---------------------------- | --------------------------------------------------------------------- | ------------------------------------------------ | ------------ | ----- |
| 1.        | 「最終兵器」                 | ZEEBRA, K DUB SHINE                                                   | DJ OASIS                                         | DJ OASIS     | 1:34  |
| 2.        | 「UNSTOPPABLE」              | ZEEBRA, K DUB SHINE                                                   | DJ OASIS                                         | DJ OASIS     | 3:33  |
| 3.        | 「公開処刑 feat.BOY-KEN」    | ZEEBRA, K DUB SHINE, BOY-KEN                                          | ZEEBRA                                           | ZEEBRA       | 4:58  |
| 4.        | 「トビスギ(Don't Do It)」    | ZEEBRA, DJ OASIS, K DUB SHINE, Sylvia Robinson, Melvin Glover         | ZEEBRA, Sylvia Robinson, Melvin Glover           | ZEEBRA       | 5:30  |
| 5.        | 「F.F.B.(Album Version)」    | ZEEBRA, K DUB SHINE                                                   | INOVADER                                         | INOVADER     | 4:03  |
| 6.        | 「リアルにやる」             | ZEEBRA, K DUB SHINE                                                   | D.O.I                                            | D.O.I        | 3:45  |
| 7.        | 「911(Original Version)」    | ZEEBRA, DJ OASIS, K DUB SHINE, Rick James                             | ZEEBRA, Rick James                               | ZEEBRA       | 5:40  |
| 8.        | 「真実の爆弾」               | ZEEBRA, K DUB SHINE, DJ OASIS, Jeffrey Bowen Donald Baldwin, Jim Ford | DJ OASIS, Jeffrey Bowen Donald Baldwin, Jim Ford | DJ OASIS     | 5:01  |
| 9.        | 「平成維新 feat.童子-T&UZI」 | ZEEBRA, K DUB SHINE, 童子-T, UZI                                      | DJ OASIS                                         | DJ OASIS     | 4:17  |
| 10.       | 「マネーの虎」               | ZEEBRA, K DUB SHINE                                                   | DJ WATARAI                                       | DJ WATARAI   | 4:28  |
| 11.       | 「友情」                     | ZEEBRA, DJ OASIS, K DUB SHINE, George Del Barrio                      | DJ OASIS, George Del Barrio                      | DJ OASIS     | 5:12  |
| 12.       | 「ジェネレーションネクスト」 | ZEEBRA, K DUB SHINE, Tony Hester                                      | DJ OASIS, Tony Hester                            | DJ OASIS     | 4:30  |
| 13.       | 「夜明け」                   | -                                                                     | DJ OASIS                                         | DJ OASIS     | 1:41  |
| 合計時間: | 合計時間:                    | 合計時間:                                                             | 合計時間:                                        | 合計時間:    | 54:25 |

## 楽曲解説
1. 最終兵器
「UNSTOPPABLE」「F.F.B.」の発売停止について触れられている。
2. UNSTOPPABLE
シングル。PV監督は薗田賢次
3. 公開処刑 feat.BOY-KEN
物議を呼ぶ楽曲となる（後述）。
4. トビスギ(Don't Do It)
作詞：ZEEBRA, DJ OASIS, K DUB SHINE, Sylvia Robinson, Melvin Glover 作曲：ZEEBRA, Sylvia Robinson, Melvin Glover
覚醒剤をテーマとした作品。ニュースのアナウンスから楽曲が始まる。歌詞カードには各メンバーのヴァースの所に"〜BAD CASE 数字：メンバー名〜"と表記され、8つのケースが登場する。サビはZeebraが単独でラップをしているが、〜MESSAGE FROM KG〜となっている。
ドラック問題をラップしたグランドマスター・フラッシュ&フューリアス・ファイヴの「White Lines」をサンプリングしている[8]。
5. F.F.B.(Album Version)
シングルで発売されたものとは歌詞が一部違う。
6. リアルにやる
2004年発売のKダブシャインのソロ・アルバム『理由』に収録されている「理由」のサビではこの楽曲の自身のヴァースの冒頭部分を引用している。
7. 911(Original Version)
シングル「911 (Remix)」のオリジナルバージョン。リック・ジェイムスの「Love In The Night」をサンプリングしている。本来はこちらがシングルとして発売される予定だった。アメリカ同時多発テロ事件を題材とした楽曲である。PV監督は薗田賢次。
8. 真実の爆弾
アメリカのソウル・コーラス・グループ、テンプテーションズの「Mary Ann」をサンプリングしている。歌詞カードの最後に真実の爆弾は自己のアイデンティティを明確に保ち、周りの事件やトラブルから自分や家族を守ることを伝えていると解説されている。
9. 平成維新 feat.童子-T&UZI
シングル「F.F.B.」のカップリング曲。
10. マネーの虎
11. 友情
Calderaの「Teiste」をサンプリングしている。
12. ジェネレーションネクスト
シングル。映画「凶気の桜」主題歌。PV監督は薗田賢次
13. 夜明け
インスト曲。シングル「F.F.B.」カップリング曲。

## 公開処刑
3曲目に収録されている「公開処刑」において、Zeebraのヴァースでは降谷建志を「お前だKJ」と名指しでDIS（批判）している（経緯についてはGrateful Days、Summer Tribeを参照。）。インターネット上では発表時から双方のファンによる論争が勃発した。KダブシャインのヴァースではポップなラッパーをDISしており、歌詞の中にKICK THE CAN CREW、RIP SLYMEを揶揄した部分が存在する。
KダブシャインはZeebraの降谷批判についてグループのパートナーのビーフは自分のビーフだと思っていたと後に語っている。一方のZeebraはKダブシャインのヴァースでのポップなラッパー批判はKダブシャイン個人の意見として捉えている。Zeebraが最終兵器のリリース後、RIP SLYMEのPESに「俺はRIP SLYMEのことは言ってないからね」と声をかけてあげていたことがRYO-Zによって語られている。
この曲を聴いた降谷は精神的なダメージを受けることとなる。その後これはヒップホップだから許されるとインタビューで語っており、買う人がいるということは評価されているということを認めている。ただ、自分は人と競い合ったり傷つけるために音楽をやっている訳ではないと述べている
RIP SLYMEがアルバム『最終兵器』発売後の2002年11月に発売したシングル「BLUE BE-BOP」のミュージック・ビデオの最後に"THANK YOU FOR YOUR KIND ADVICE AND SUPPORT!"というメッセージがあり、これがこの曲に対するアンサーではないかと推測された。
2019年4月28日に渋谷駅ハチ公前の特設ステージで行われたフリースタイルダンジョンとWEEKEND BOMBのトークイベントにZeebraが出席した際にKJとの現在の関係性を質問され、ラッパ我リヤのQの結婚パーティーで遭遇し、Zeebraから話しかけ会話したことを明かしている。
2019年に配信されたYouTubeチャンネル「愛韻TV #2」では、KダブシャインとKICK THE CAN CREWのメンバーLITTLEが共演している。この際に公開処刑の件にKダブシャインが触れ、公開処刑という曲のタイトルが悪かったとし、反省していると語っている。

## 影響
- ラッパーの唾奇は、小学校6年生の時に姉の当時の彼氏がかけていた当アルバムの「トビスギ(Don't Do It)」をたまたま聴き、これが初めてヒップホップと認識した曲として挙げている[15]。